# An Psyche
An Psyche ist ein Gedicht von Christoph Martin Wieland. Es erschien im Januar 1776 in der von Wieland herausgegebenen Zeitschrift Der Teutsche Merkur sowie in seinen neuesten Gedichten von 1777. Der darin beschriebene Traum von einer Reise zu einem Feenschloss stellt in verschlüsselter Form eine reale Reise Wielands dar.

## Form
Das Gedicht besteht aus neun unterschiedlich langen Strophen mit insgesamt 170 gereimten und (abgesehen von V.1-8) vierhebigen Versen. Ein festes Metrum oder Reimschema gibt es nicht.

## Inhalt
Das lyrische Ich beschreibt zunächst seine Enttäuschung darüber, aus einem schönen Traum erwacht zu sein, dann den Traum selbst: In einem von Tauben gezogenen "Muschelwagen" (V. 9) schwebt er durch die Luft und landet bei einem "Feenschloß" (V.19). Dort trifft er auf Psyche, an die sich "[e]in kleiner Zwitter von Amor und Faun" (V. 31) anschmiegt. Auch ein "edler Ritter" (V. 36), ein "Fräulein zart" (V. 40) und die "Fee des Orts" (V. 48) begrüßen ihn. Die Begeisterung und Glückseligkeit des lyrischen Ichs wird in seiner Beschreibung des Ortes und der Figuren deutlich.
Wie aus dem Nichts taucht ein mächtiger Zauberer auf, der durch seine "Schöpferkraft" (V. 121) Figuren erschaffen kann, die alle in ihren Bann ziehen und mit denen jeder mitfühlt wie mit realen Personen.
Das lyrische Ich beklagt, dass die glückliche Zeit so schnell vergeht. Die Rückfahrt findet, im starken Kontrast zur Hinfahrt, "[I]n einem alten Rumpelwagen" (V. 151) durch tiefen Schnee statt. Der Zauberer sitzt mit im Wagen, kann die Fahrt aber auch nicht beschleunigen, und bittet das lyrische Ich darum, ihm Märchen zu erzählen.

## Biographischer Kontext
Zusammen mit Goethe besuchte Wieland am Neujahrstag 1776 die Dichterin und Salonière Julie von Bechtolsheim, mit der beide seit ihrer Zeit als Hoffräulein am herzoglichen Hof in Weimar befreundet waren. Nun wohnte sie mit ihrer Familie auf dem Gut Stedten bei Erfurt. Goethe las Szenen aus dem noch unvollendeten Faust vor. Dieser Besuch wird in dem Gedicht märchenhaft-verschlüsselt dargestellt. Psyche steht dabei für die Gastgeberin, der Faun für ihren kleinen Sohn. Der Ritter, das Fräulein und die Fee stellen Julie von Bechtolsheims Mann, Schwester und Mutter dar. Goethe wird als Zauberer dargestellt – Wieland rühmt ihn damit für die Lebendigkeit seiner Dichtkunst.

## Quelle
Wielands Werke in vier Bänden. Dritter Band. Ausgewählt und eingeleitet von Hans Böhm. Aufbau-Verlag Berlin und Weimar 1967, S. 95–101.